# Amphoe Don Sak

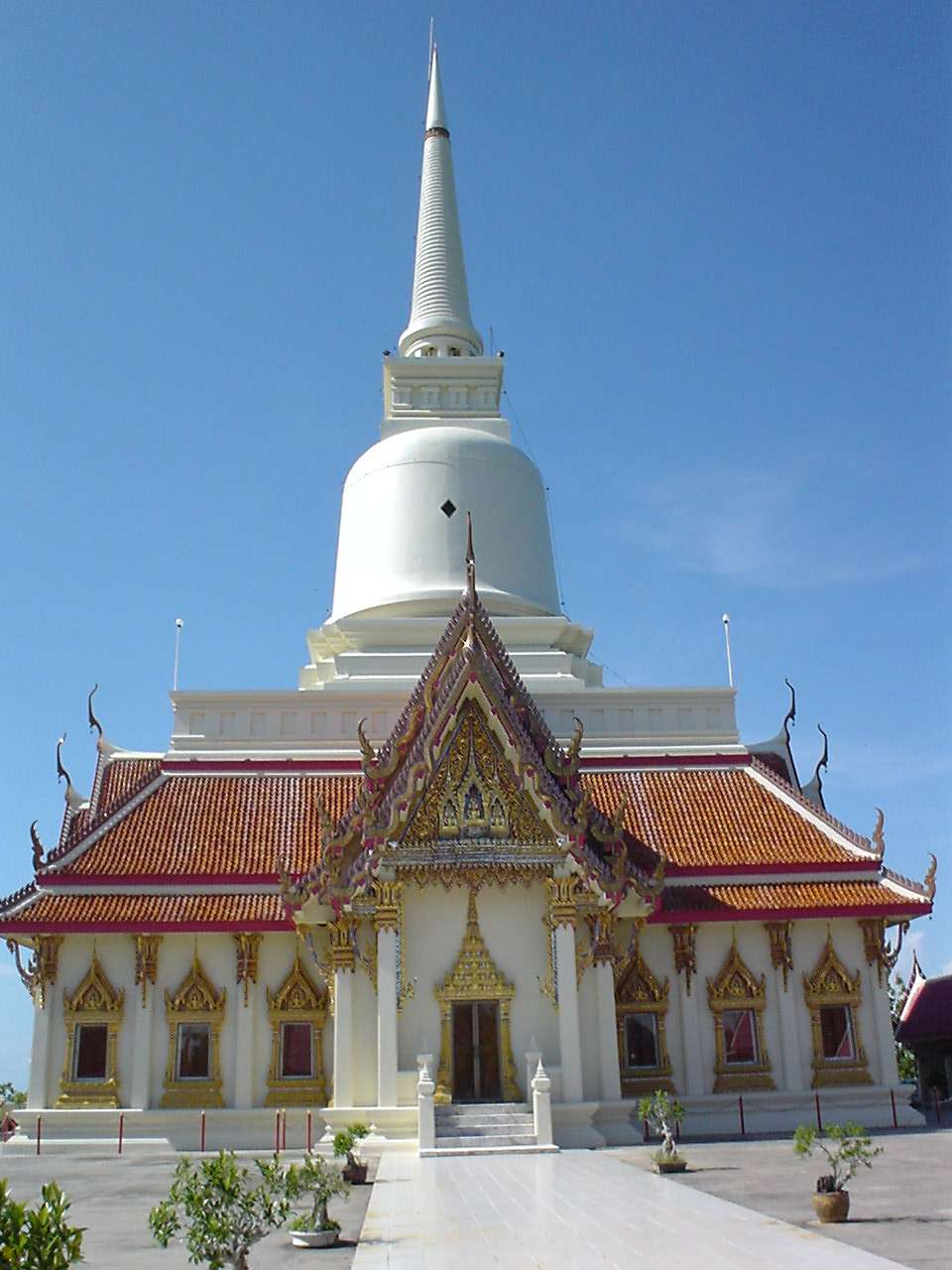
Wat Khao Suwan Pradit

Amphoe Don Sak (Thai อำเภอ ดอนสัก) ist ein Landkreis (Amphoe – Verwaltungs-Distrikt) im Osten der Provinz Surat Thani. Die Provinz Surat Thani liegt in der Südregion von Thailand.

## Geographie
Der Fährhafen zur Touristeninsel Koh Samui liegt in diesem Landkreis.
Die benachbarten Amphoe sind im Uhrzeigersinn von Osten aus:  die beiden Amphoe Khanom und Sichon der Provinz Nakhon Si Thammarat  sowie Amphoe Kanchanadit in Surat Thani. Im Norden liegt der Golf von Thailand mit Inseln, die zum Landkreis Ko Samui gehören.

## Geschichte
Das Gebiet des heutigen Don Sak war ursprünglich Teil des Amphoe Sichon in der Provinz Nakhon Si Thammarat. 1929 wurden die beiden Bezirke Don Sak und Chaiyakhram dem Amphoe Kanchanadit zugeordnet.
Am 24. März 1969 der Kleinbezirk (King Amphoe) Don Sak geschaffen, indem die beiden Tambon Don Sak und Chon La Kram vom Bezirk Amphoe Kanchanadit abgetrennt wurden.
Die Bewohner des Tambon Chai Ya Kram baten dann, ebenfalls in den neuen Distrikt aufgenommen zu werden, was am 1. September 1969 gewährt wurde.
Am 16. November 1971 bekam Don Sak den vollen Amphoe-Status.
Der vierte Tambon Pak Prak wurde am 14. Juli 1978 aus Teilen der Tambon Don Sak und Chai Ya Kram geschaffen.

## Sehenswürdigkeiten
- Wat Khao Suwan Pradit (Thai: วัดเขาสุวรรณประดิษฐ์) ist ein buddhistischer Tempel (Wat), welcher auf einem Hügel etwa 1 km von Don Sak entfernt liegt. Er wurde im Jahre 1982 von Luang Pho Choi gegründet, einem in Südthailand hoch verehrten Mönch. Auf der Spitze des Hügels steht eine 45 m hohe Chedi, die eine Reliquie des Buddha vom Wat Phra Kiat (Amphoe Hot, Provinz Chiang Mai) enthalten soll. Die Plattform rund um die Chedi bietet einen hervorragenden Ausblick auf die Stadt und den Golf von Thailand.

## Verwaltung

### Provinzverwaltung
Das Amphoe Don Sak ist in vier Unterbezirke (Tambon) eingeteilt, diese wiederum besitzen zusammen 37 Gemeinden (Muban).
| \| Nr. \| Name \| Thai \| Muban \| Einw.[6] \| \| --- \| ------------ \| ------- \| ----- \| -------- \| \| 1. \| Don Sak \| ดอนสัก \| 14 \| 19.042 \| \| 2. \| Chon La Kram \| ชลคราม \| 06 \| 02.254 \| \| 3. \| Chai Ya Kram \| ไชยคราม \| 05 \| 01.985 \| \| 4. \| Pak Prak \| ปากแพรก \| 15 \| 13.313 \| |              |         |       |        |
| Nr. | Name         | Thai    | Muban | Einw.  |
| 1. | Don Sak      | ดอนสัก   | 14    | 19.042 |
| 2. | Chon La Kram | ชลคราม  | 06    | 02.254 |
| 3. | Chai Ya Kram | ไชยคราม | 05    | 01.985 |
| 4. | Pak Prak     | ปากแพรก | 15    | 13.313 |

### Lokalverwaltung
Don Sak (เทศบาลตำบลดอนสัก) ist eine Kleinstadt (Thesaban Tambon) im Landkreis, sie besteht aus Teilen des Tambon Don Sak.
Daneben gibt es vier „Tambon-Verwaltungsorganisationen“ (องค์การบริหารส่วนตำบล – Tambon Administrative Organizations, TAO) für die Tambon oder die Teile von Tambon im Landkreis, die zu keiner Stadt gehören.